# Pudupalayam
Pudupalayam là một thị xã panchayat của quận Tiruvanamalai thuộc bang Tamil Nadu, Ấn Độ.

## Nhân khẩu
Theo điều tra dân số năm 2001 của Ấn Độ, Pudupalayam có dân số 10.110 người. Phái nam chiếm 49% tổng số dân và phái nữ chiếm 51%. Pudupalayam có tỷ lệ 62% biết đọc biết viết, cao hơn tỷ lệ trung bình toàn quốc là 59,5%: tỷ lệ cho phái nam là 73%, và tỷ lệ cho phái nữ là 53%. Tại Pudupalayam, 11% dân số nhỏ hơn 6 tuổi.